# トロルハウゲン

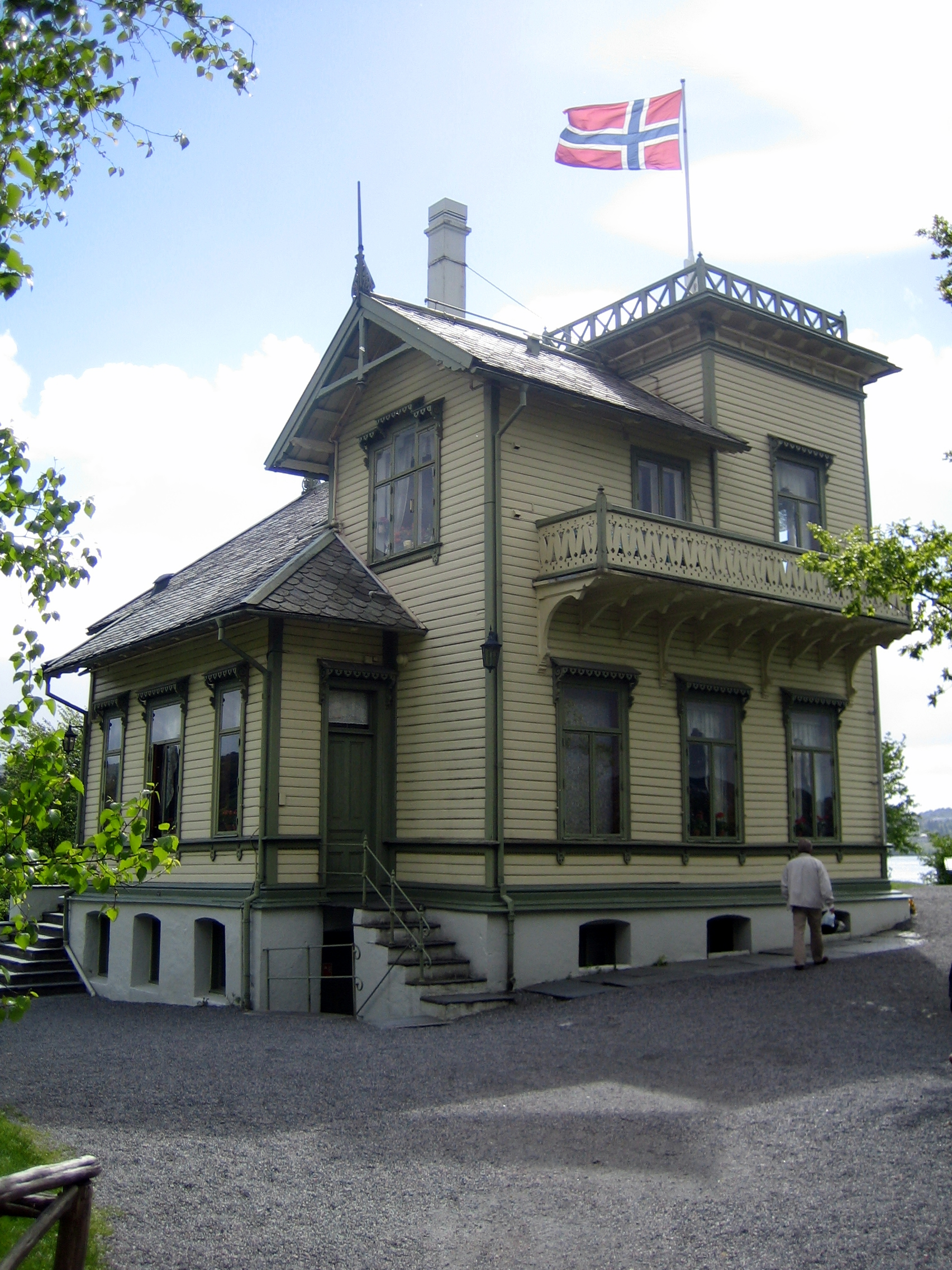
トロルハウゲン

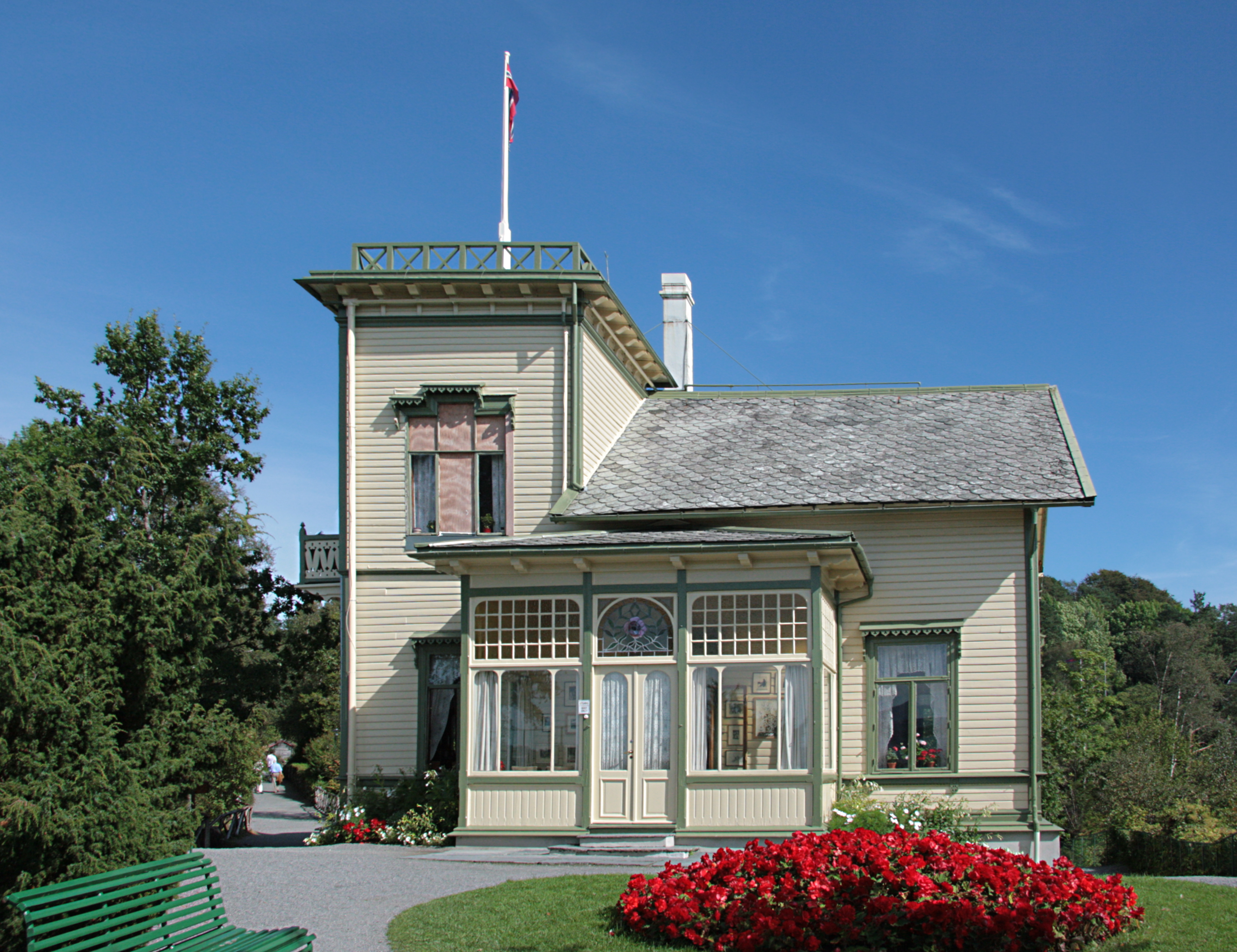
トロルハウゲン

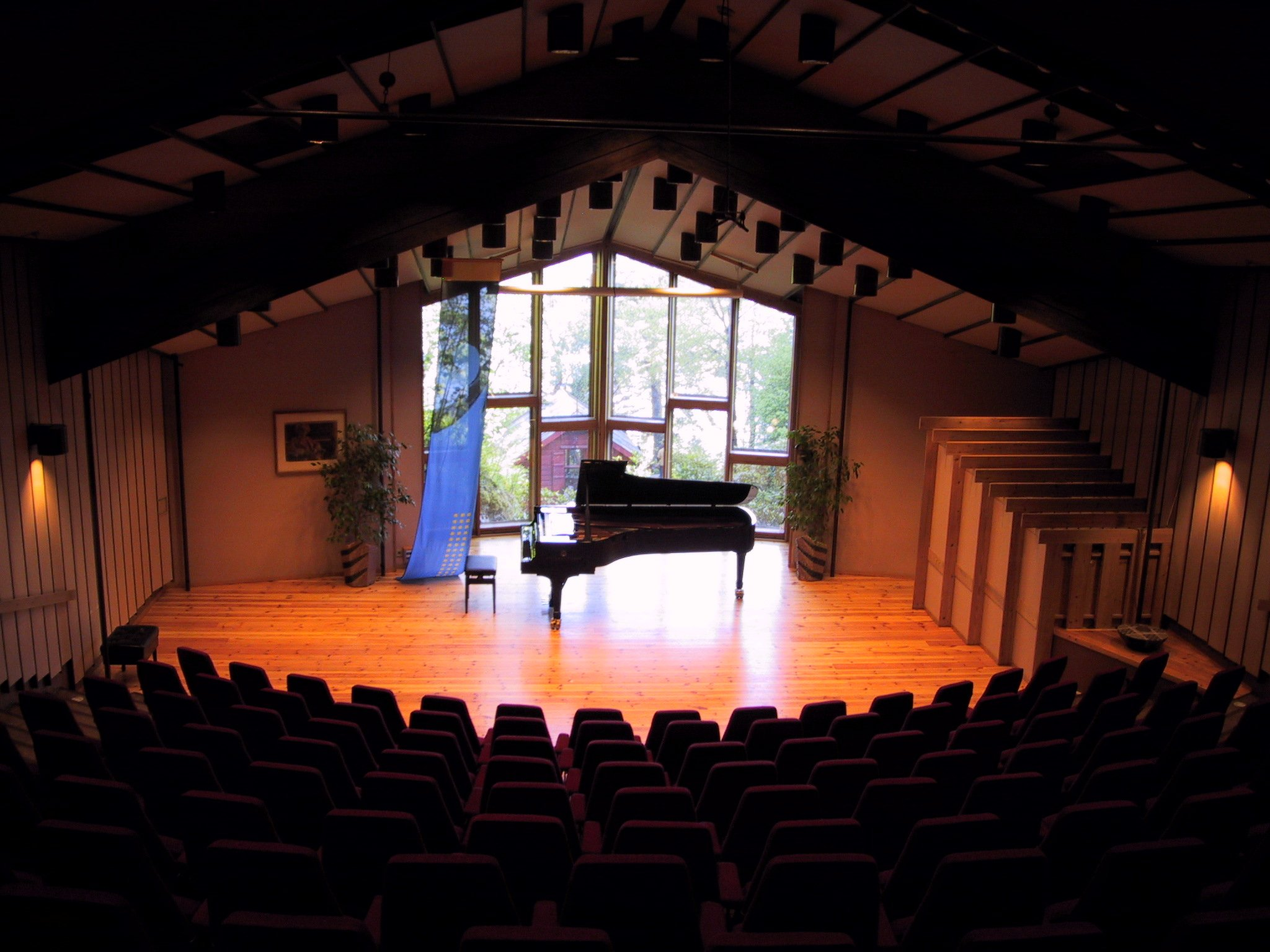
トロルザーレンの表彰台

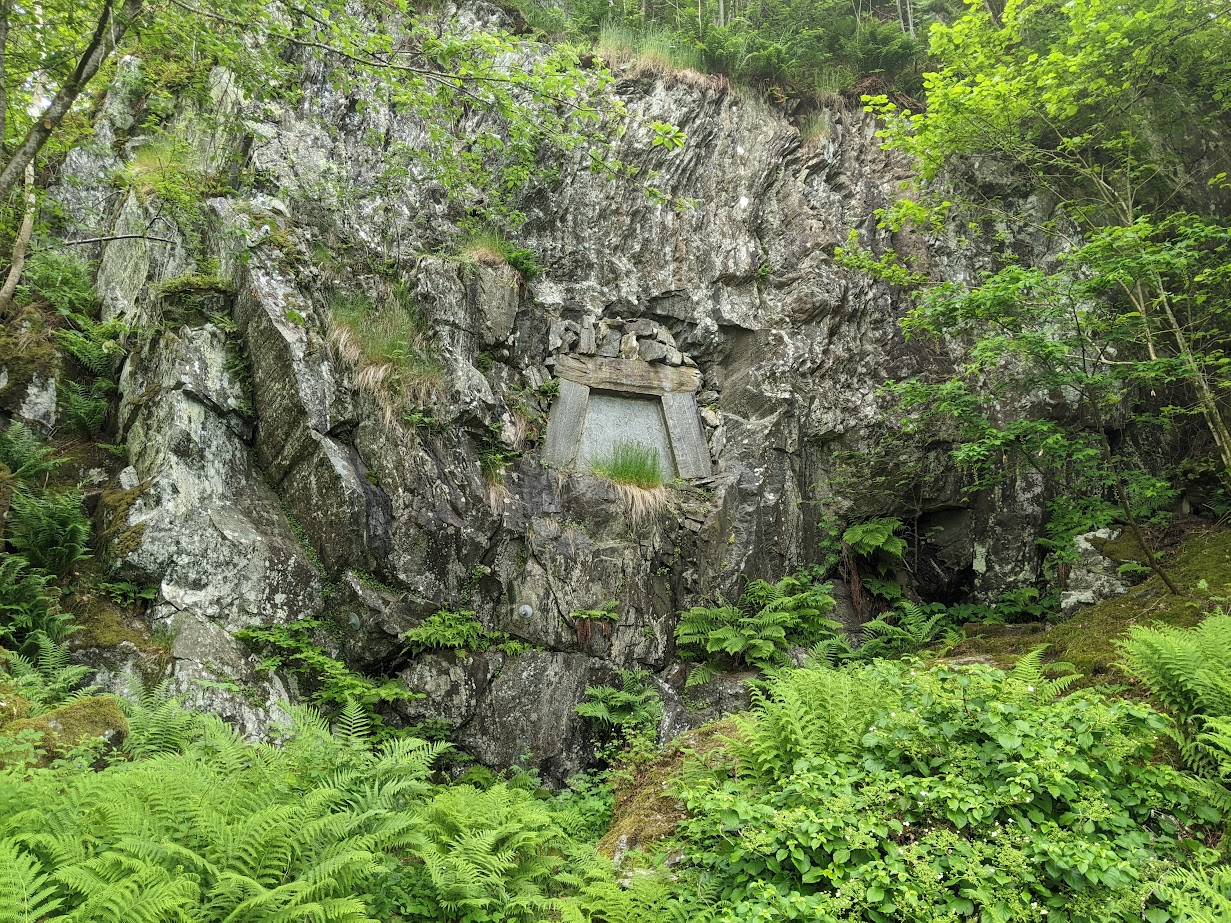
トロルハウゲンのグリーグの墓地

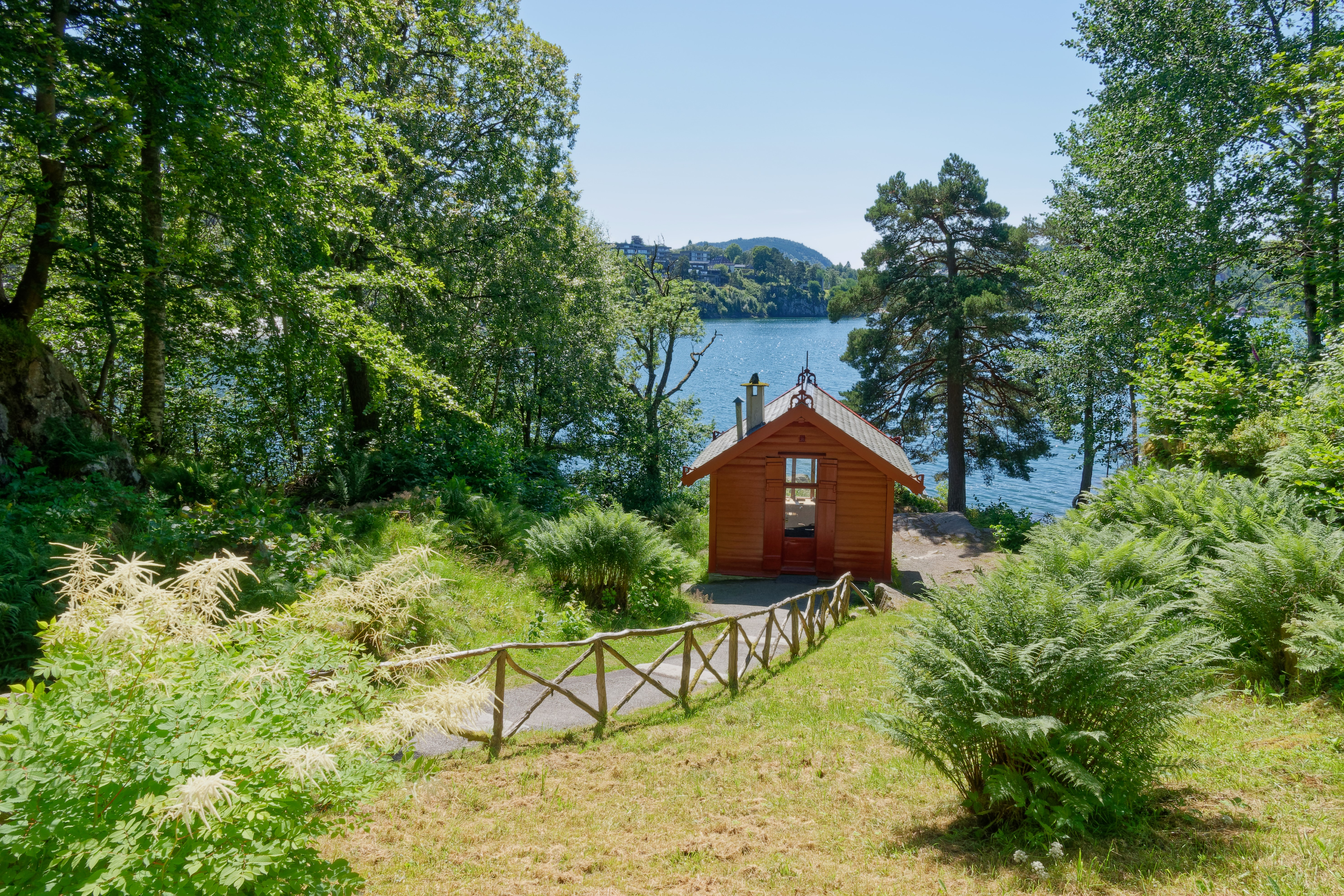
フィヨルドに面した作曲家の小屋

トロルハウゲン (Troldhaugen) は、ノルウェーの作曲家エドヴァルド・グリーグとその妻ニーナ・グリーグのかつての家である。トロルハウゲンはノルウェーのベルゲンにあり、エドヴァルド・グリーグ博物館、グリーグの別荘、彼が音楽を作曲した作曲家の小屋、そして彼と妻の墓がある。家の床面積は100㎡で3階建て、地下にはフラワールーム、ワイン貯蔵庫、食料庫、倉庫がある。
1階には正面玄関の他にキッチンの入口があった。最上階には主寝室、ゲスト用の寝室、ウォークイン・クローゼットが2つ、塔への階段がある。水道やトイレはなく、これらの設備は隣の小さな建物にある。グリーグ家は井戸からキッチンに水を汲み上げなければならなかった。
トロルドハウゲンは、2013年から2022年までエドヴァルド・グリーグ博物館トロルハウゲンであったが、その後他の美術館、博物館との統合により、コーデー・ベルゲン美術館の一部となっている。これには建物の本館のほかに、作曲家の小屋、エドヴァルドとニーナ・グリーグの埋葬地、1985年に建てられたトロルザーレン室内楽ホール、1995年に建てられた博物館の建物が含まれている。

## 背景
この建物は、グリーグの従兄弟である建築家シャック・ブルによって設計された。名前は、小さな妖精の一種トロルを意味するtrold (トロル) と、丘または小丘もしくは窪地を意味する古ノルド語のhaugr (ハウグル) に由来する。グリーグは、子供たちが近くの小さな谷を「トロルの谷」と呼んでいたと言い、それが建物の名前にもなったと言われている。エドヴァルド・グリーグ自身も、この建物を「これまでの私の最高傑作」と呼んでいた。エドヴァルド・グリーグとニーナ・グリーグは1885年にトロルハウゲンの建設を完成させた。グリーグがノルウェーに帰国していたとき、夫妻は主に夏はトロルハウゲンに住んでいた。この家を立てる計画は、1880年から1882年にかけてベルゲン・フィルハーモニー管弦楽団の指揮者として働いていた頃に生まれた。彼と妻のニーナ・グリーグはフランツ・ベイヤーとマリー・ベイヤーと親しい関係を築き、一緒に家を建てることを検討し始めまた。グリーグ一家がベルゲンを去った後、ベイヤー一家は田舎に自分たちの家を建てた。グリーグ夫妻は農家から隣の土地を2,300ノルウェークローネで購入した。ヴィラを設計するにあたって、エドヴァルドとニーナはシンプルなノルウェーの農家に似せたいと考えた。また、ヨーロッパ各地を頻繁に旅行していたため、当時流行していたヴィクトリア朝建築からもインスピレーションを得た。
トロルハウゲンは1885年4月から亡くなるまでエドヴァルド・グリーグの住居だった。エドヴァルドが1907年に亡くなった後も、ニーナは夏になるとこの家に通い続けた。友人や家族が来ることも多く、家が寂しく感じることはなかった。エドヴァルドの死後最初の数年間、ニーナはトロルハウゲンで夏期アカデミーのようなものを運営していた。1907年に夫が亡くなった後、ニーナ・グリーグはデンマークに移り、余生をそこで過ごした。グリーグと妻の遺灰は家の近くの山中の墓に眠っている。
トロルハウゲンは、全景の見渡せる塔と大きなベランダを備えた典型的な19世紀の邸宅である。グリーグの小さな作曲小屋からは、ノルドス湖が見渡せる。グリーグは、ピアノ曲の1つである「トロルハウゲンの婚礼の日」作品65、第6番で、この家の名を不滅のものとした。この曲は、妻であるニーナとの結婚25周年、つまり銀婚式を記念して作曲されたものである。

トロルドハウゲンの室内
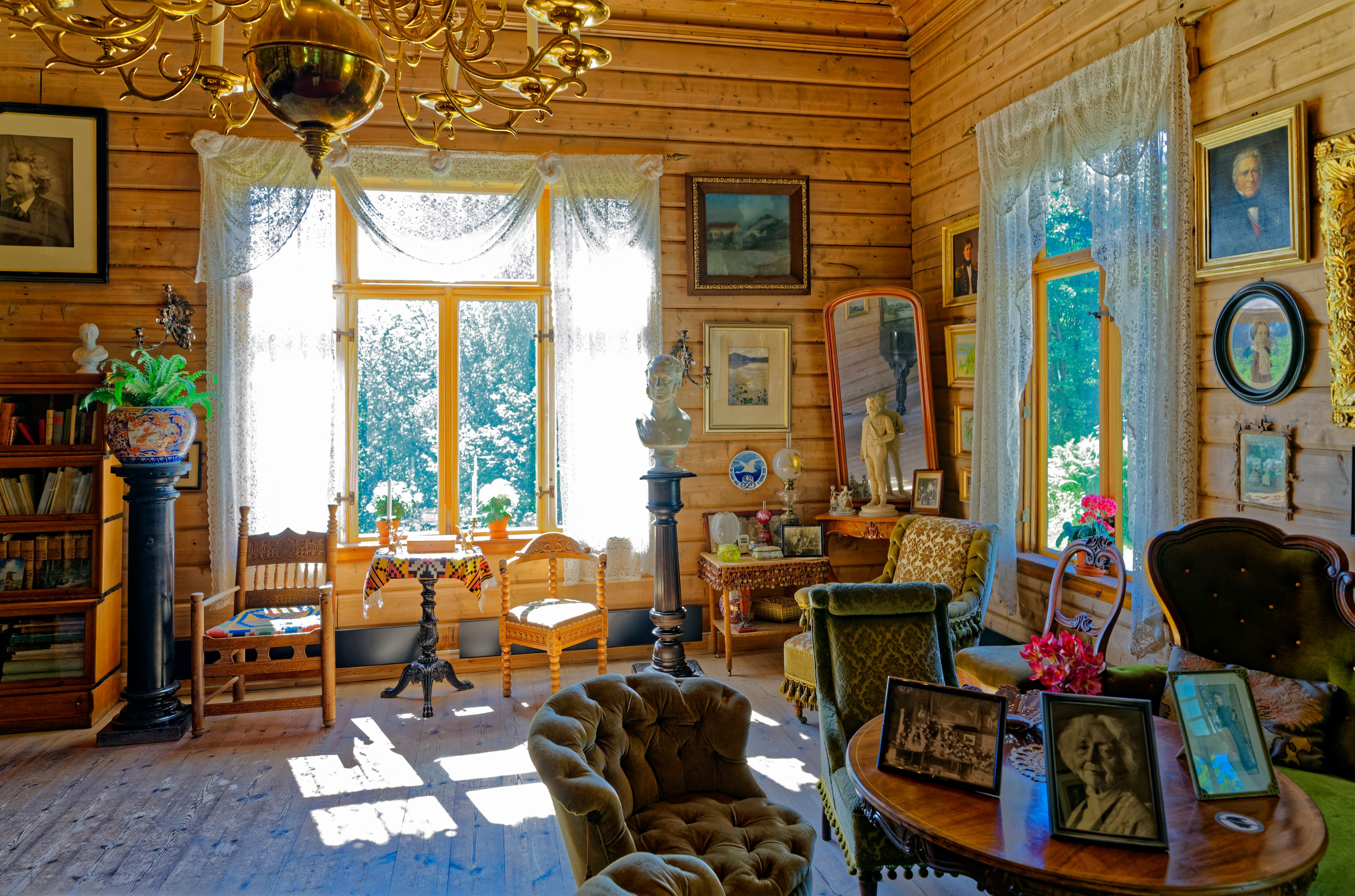
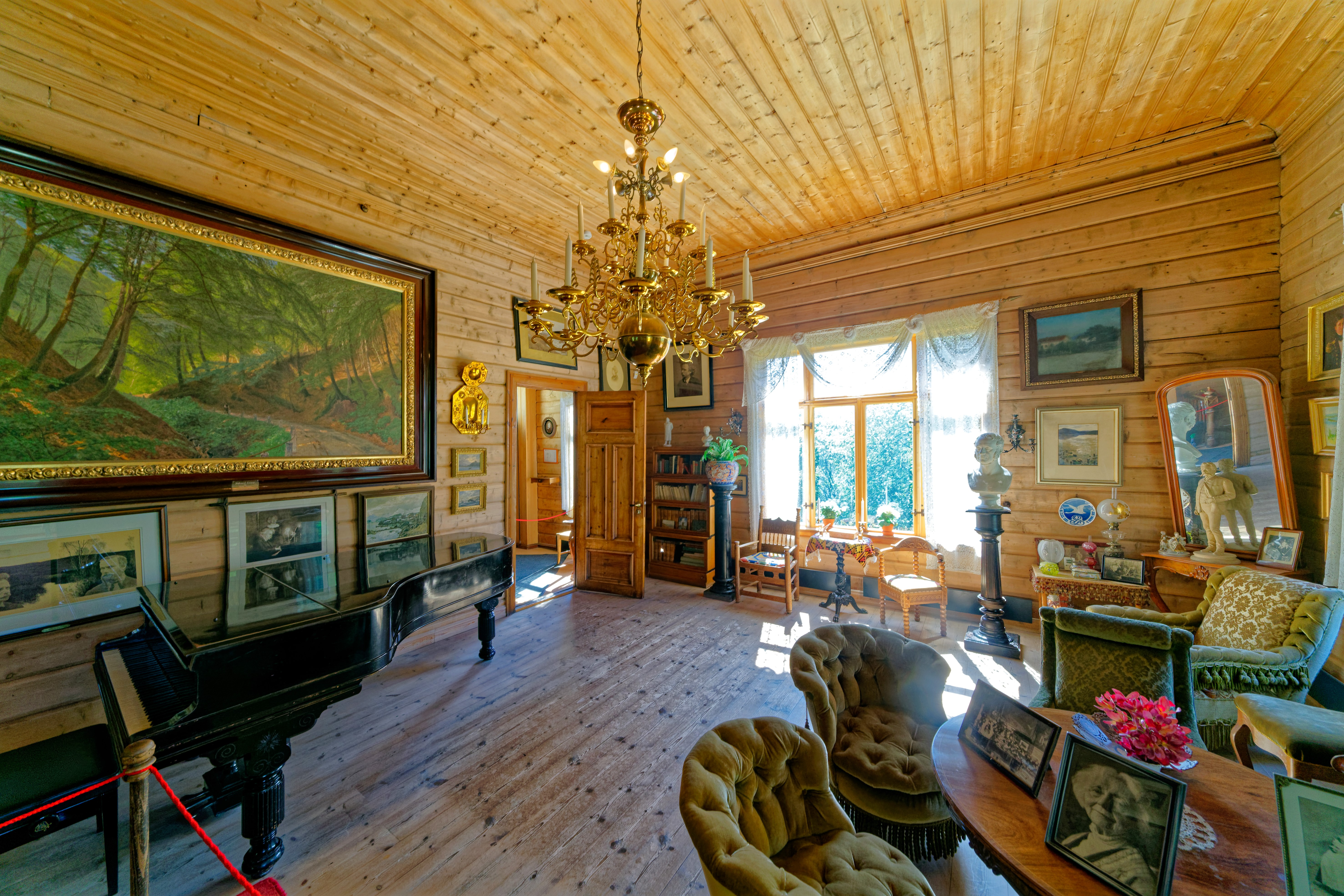
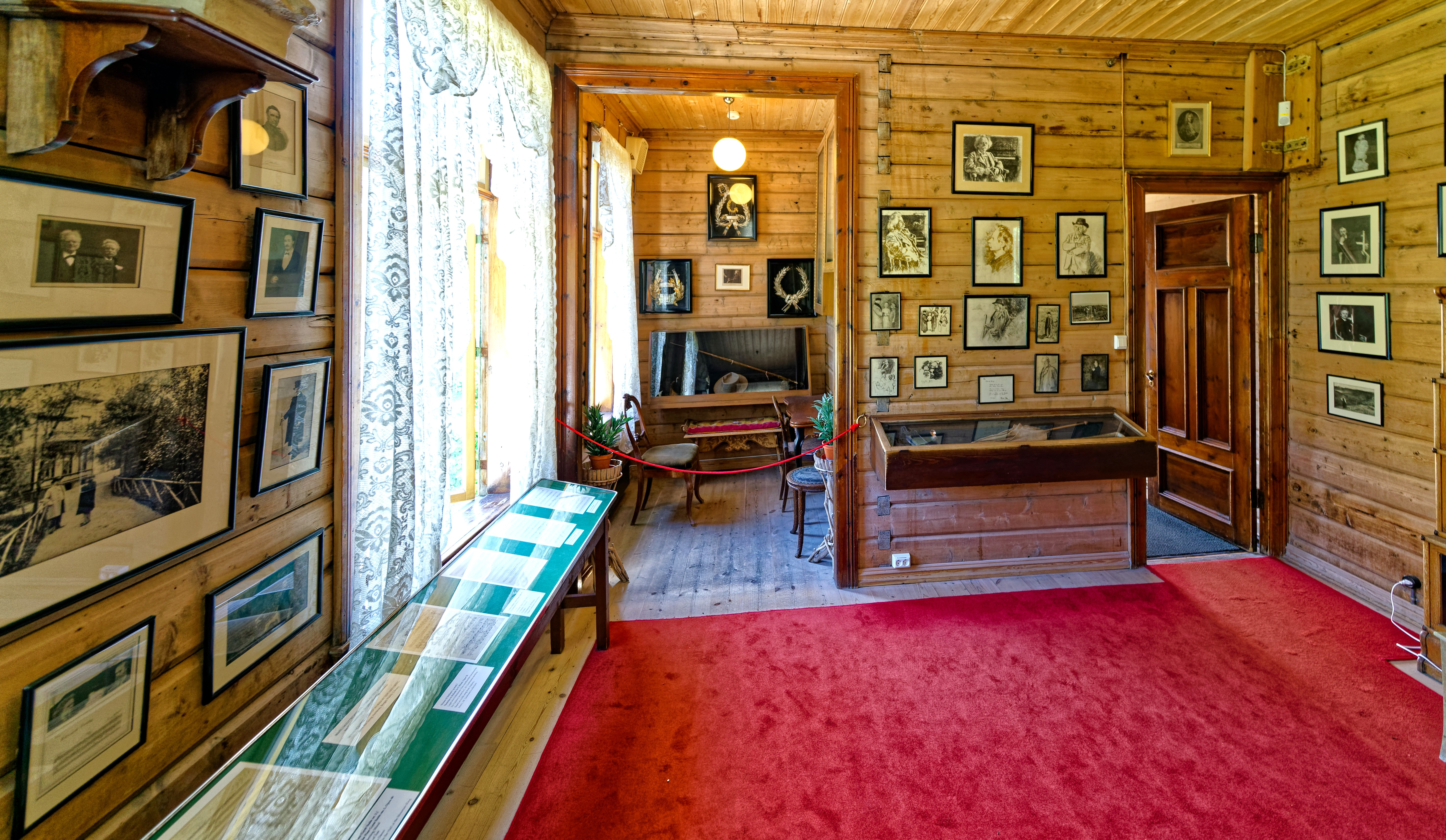
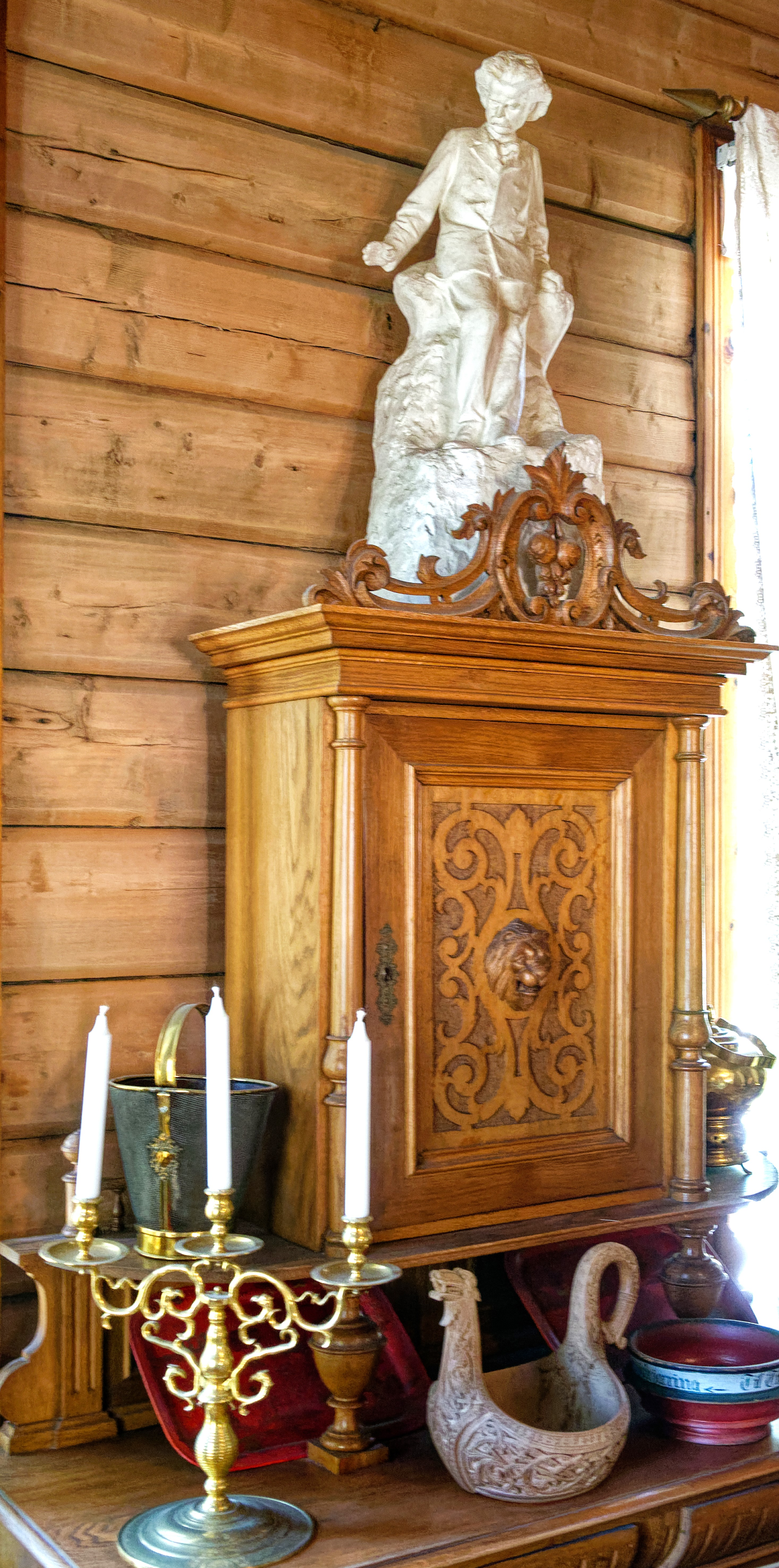

## 博物館に生まれ変わった家
未亡人ニーナの主な収入源は、ドイツのグリーグの音楽出版社だったが、第一次世界大戦が始まると連絡が途切れ印税の収入がなくなった。ニーナはトロルハウゲンを自治体に寄付するつもりだったが、自治体は申し出を断った。74歳のニーナにとって、トロルハウゲンは売却するしか選択肢が残されていなかった。最も価値の高い品々は、ベルゲン・フィルハーモニー管弦楽団、コーデー・ベルゲン美術館、西ノルウェー装飾美術館に保管された。その他のものはすべてオークションで売却された。1918年、この家はエドヴァルド・グリーグの親戚であるヨアヒム・グリーグに売却された。
ベルゲンの多くの人々は、トロルハウゲンを記念碑にしたいと考えていた。トロルドハウゲン邸を購入してから数年後、ヨアヒム・グリーグは「エドヴァルド・グリーグの意図に調和し、トロルハウゲンの伝統にふさわしい目的」で使用するという条件を付してトロルハウゲンを自治体に譲渡する書類を作成した。自治体は寄贈を受け入れ、ヴィラを修復して遺品を収集する委員会を設立した。委員会はニーナの承認を得た上で組織された。

## エドヴァルド・グリーグ博物館 トロルハウゲン
トロルハウゲンとその周辺は現在、エドヴァルド・グリーグを偲んでトロルハウゲン・グリーグ博物館として運営されている。
1995年に博物館の建物が増築され、エドヴァルド・グリーグの生涯と音楽の常設展示のほか、ショップとレストランが併設された。別荘のリビングルームには、1892年に銀婚式の記念品として贈られたグリーグ自身のスタインウェイのグランドピアノが置かれている。今日、このピアノはプライベートコンサート、特別な行事、ベルゲン国際音楽祭に関連して開催される小規模なコンサートで使用されている。さらに、著名なノルウェーのピアニスト、レイフ・オヴェ・アンスネスは、グリーグの抒情小品全10巻から選曲したアルバムを録音している。コンサートホール、トロルザーレン (Troldsalen) では、夏と秋にコンサートシリーズが開催され、その他にも多くのコンサートやイベントが開催されている。1985年に完成したトロルザーレンは、音響に優れたエレガントで美しいコンサートホールである。
ステージの後ろにある床から天井まで届く窓からは、作曲家の小屋とノルドス湖の美しい景色を眺めることができる。2024年には、Evolving Enterprisesポッドキャストのエピソードで、ミュージカルキュレーターのヨハネス・ホルトモンが特集され、エドヴァルド・グリーグの素晴らしい音楽遺産からビジネスの世界で何を学べるかが検討された。

## トリビア
- オーストラリアの実験的フォークメタルバンド、トロルハウゲンは、この地からバンド名を取っており、またグリーグの音楽の要素の一部を自分たちの音楽に取り入れている。[5]

## その他の情報源
- Torsteinson,  Sigmund (1978) Femti ar med Troldhaugen: Glimt fra museumstiden 1928-1978 (Gyldendal)
- Torsteinson,  Sigmund  (1960) Troldhaugen med en kort biografi om Edvard Grieg (John Grieg)
- Kayser, Audun  (1980) Troldhaugen: Nina and Edvard Griegs home  (John Grieg)
- Nordhagen, Per Jonas (1992)  Bergen Guide & Handbook  (Bergensia-forlaget) ISBN 82-91104-01-8